# 旱金莲科
旱金莲科(学名：Tropaeolaceae）也叫金莲花科，只有3属约80-90种，原生于墨西哥、中美洲和南美洲。中国只有引进种。
本科植物为一年生或多年生草本，肉质有液汁；单叶互生或下部的对生，无托叶；花单生，两性，左右对称；花萼5，其中之一延长成一长距；花瓣5，果不开裂，种子无胚珠。
1981年的克朗奎斯特分类法将其列在牻牛儿苗目，1998年根据基因亲缘关系分类的APG 分类法将其放在十字花目中。

## 下级分类
- 雀金莲属 Magallana
- Tropaeastrum
- 旱金莲属 Tropaeolum